# Psilopa africana
Psilopa africana är en tvåvingeart som beskrevs av Canzoneri och Giuseppe Giovanni Antonio Meneghini 1969. Psilopa africana ingår i släktet Psilopa och familjen vattenflugor. Inga underarter finns listade i Catalogue of Life.